# سارا نایلز
سارا نایلز (انگلیسی: Sarah Niles) بازیگر اهل بریتانیا است. وی دانش‌آموختهٔ رشتهٔ تئاتر در «مدرسهٔ تئاتر منچستر» است.
از فیلم‌ها یا برنامه‌های تلویزیونی که وی در آن نقش داشته‌است، می‌توان به به من اعتماد کن، سندمن، تد لاسو، اندکی فراست، دکتر هو، انسان بودن، مرگ در بهشت، خشم کوبایی، الان خوبه، بلوار لندن، بی‌غم اشاره کرد.